# Cryptosepalum diphyllum
Cryptosepalum diphyllum é uma espécie de legume da família Leguminosae.
Apenas pode ser encontrada na Nigéria.
Esta espécie está ameaçada por perda de habitat.